# 高橋潤子
高橋 潤子（たかはし じゅんこ、1986年4月30日 - ）は、日本の元女子バレーボール選手。

## 来歴
兵庫県神戸市須磨区出身。小学4年の時に、友人に誘われてバレーボールを始める。
兵庫県立氷上高等学校を経て、2005年デンソーエアリービーズに入団し、同年、世界ジュニア女子(U-20)選手権に出場した。
2009年5月、チャレンジリーグの四国Eighty 8 Queenに移籍。
2011年、四国Eighty 8 Queenの活動休止により、仙台ベルフィーユへ移籍した。
2012年5月、仙台を退団し現役引退。

## 所属チーム
- 神戸市立東須磨小学校
- 神戸市立飛松中学校
- 兵庫県立氷上高等学校
- デンソーエアリービーズ（2005-2009年）
- 四国Eighty 8 Queen（2009-2011年）
- 仙台ベルフィーユ（2011-2012年）